# Abuta rufescens
Espèce
Statut de conservation UICN

 LC  : Préoccupation mineure
Synonymes
- Abuta convexa (Vell.) Diels
- Abuta scandens Barrère
- Abuta splendida Krukoff & Moldenke
- Abuta wilson-brownei R.S. Cowan
- Cocculus abuta (Lam.) Kostel.
- Menispermum abuta Lam.
- Menispermum abuta L.[2]

Abuta rufescens est une espèce de plantes à fleurs de la famille des Menispermaceae.
C'est une liane. En Guyane, on l'appelle Pareira blanc (créole). Ailleurs, on l'appelle White Pareira root (anglais), Abútua, Abútus (portugais).

## Description
Abuta rufescens est une liane ligneuse robuste, atteignant la canopée, avec des tiges pouvant dépasser 10 cm de diamètre. Elle est couverte d'une pubescence dense, légèrement tomentuleuse ou veloutée, composée de courts poils blancs lustrés devenant ternes ou roux avec l'âge, sur les jeunes tiges, sur les pétioles, sur la face abaxiale des limbes, sur les inflorescences, sur le périanthe des fleurs, et sur les drupes. 
Les feuilles sont de forme et de taille variable selon leur emplacement : les feuilles des rameaux fertiles ont un limbe ferme, ample et suborbiculaire, mesurant généralement 8-15 cm de diamètre, avec des pétioles longs de 6-21 cm. Les feuilles des tiges stériles et du sous-bois ombragé sont fermes, discolores, lisses glabres sur la face supérieure, et mesurent jusqu'à 30-40 cm de diamètre, on leur base légèrement cordée, l'apex obtus ou courtement acuminé, des marges irrégulièrement crénelés. On compte 5 nervures principales naissant de la base du limbe, imprimées sur la face supérieur (le limbe est plat entre les nervures primaires et secondaires). La face abaxiale est tomentuleuse, densément alvéolée-réticulée très proéminente , les nervures secondaires incurvées-ascendantes à partir de la nervure médiane, 2-3 de chaque côté, les veinules de connexion sont scalariformes. 
Les inflorescences sont portées par un pédoncule long de 1,5 à 3 cm. Celles staminées comportent un rachis primaires long de 11 à 22 cm, avec des axes secondaires longs de 1 à 2,5 cm est des pédicelles longs de 4 à 8 mm. Les inflorescences pistillées sont longues de 3 à 10 cm. 
La fleur comporte des sépales vert jaunâtre : 6 externes sépales qui sont presque deux fois plus courts que les 3 sépales internes ; ces derniers sont distalement incurvés vers l'extérieur, et sont longs de 4 à 5 mm (2 à 3,5 mm pour les fleurs staminées). 
Les fruits, portés par un pédicelle long d'environ 1 cm, sont des drupes mesurant 24-29 x 15-19 mm, avec un exocarpe densément blanc, devenant roux-velouté orangé à maturité,.

## Répartition
Abuta rufescens est présente sur le plateau des Guyanes (Venezuela, Guyana, Suriname, Guyane) et dans tout le bassin amazonien.

## Écologie
On rencontre Abuta rufescens autour de 50–800 m d'altitude, dans les forêts primaires de terre ferme, à la fois dans les basses terres non inondées et dans les forêts-galeries de savane des terres hautes. En Guyane, il fleurit en août et fructifie en septembre.
Cette liane joue un rôle non négligeable dans la structuration et la dynamique forestière.

## Utilisations
En Guyane, la tige et les racines d'Abuta rufescens sont préparées en tisanes avec contre les obstructions du foie et la morsure des serpents. Elle entrerait aussi dans la composition de certains curares. Les feuilles sont appliquées sur les ulcères. 
L'écorce servirait à confectionner des poisons de chasse,.
Au Pérou, Abuta rufescens est employé par les Mestizo pour soigner le paludisme, et la leishmaniose,.
Les extraits de Abuta rufescens présenterait des propriétés hypoglycémiantes dans le diabète de type II,.
Abuta rufescens contient des alcaloïdes qui ont fait l'objet de plusieurs études,,,,,.

## Histoire naturelle

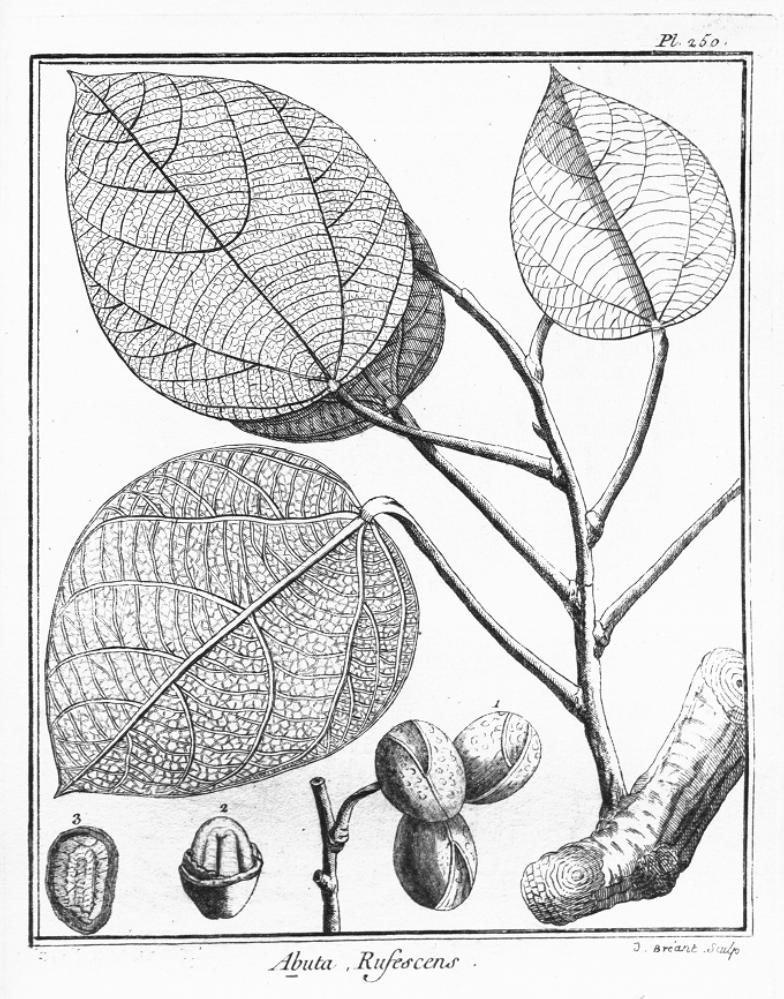
Abuta rufescens (Pl. 250) d'après Aublet, 1775 (1. Grappe de baies. - 2. Amande ſéparée en partie de ſa coque. - 3. Amande.)

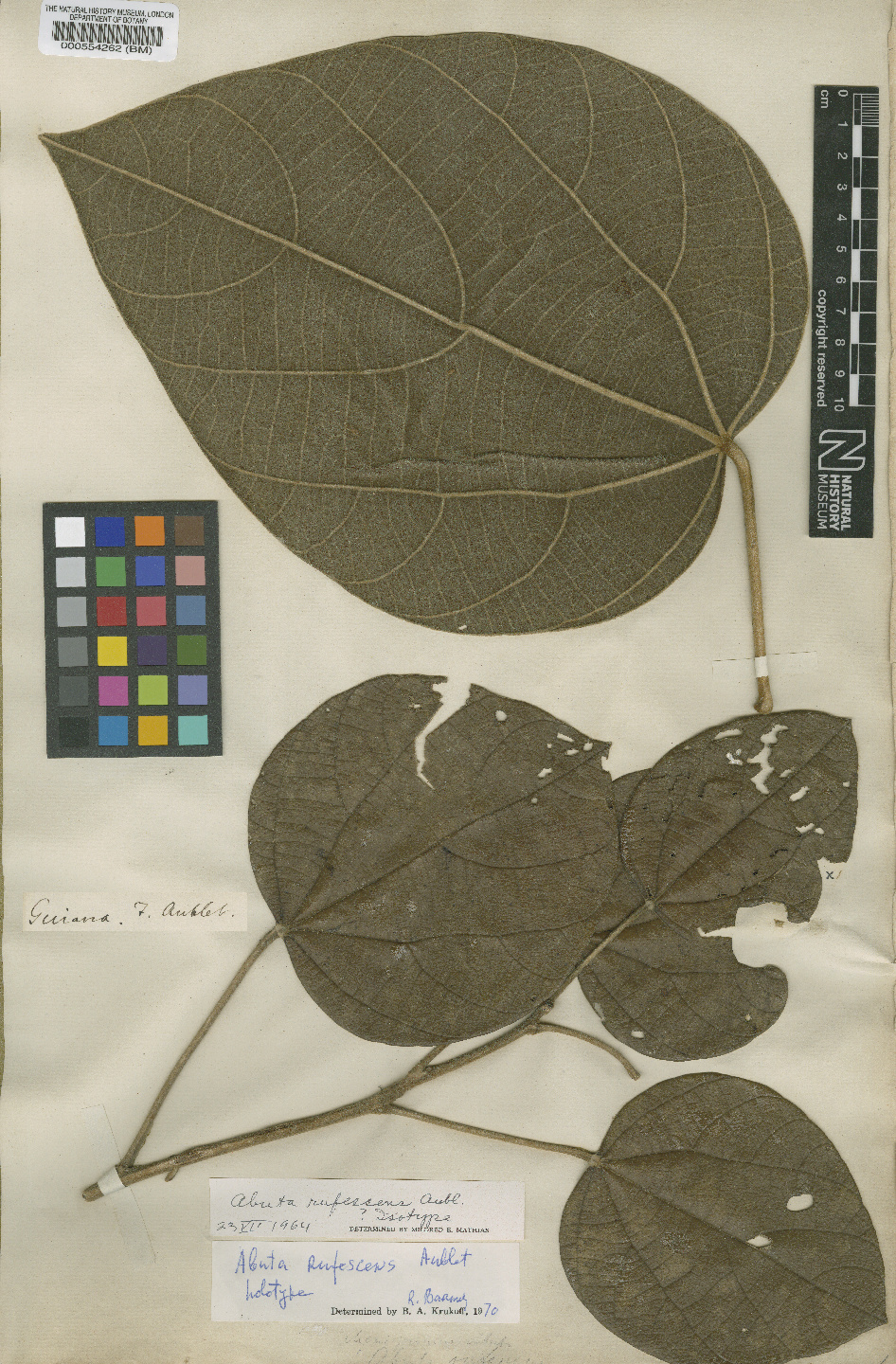
échantillon type de Abuta rufescens collecté par Aublet en Guyane

En 1775, le botaniste Aublet propose la diagnose suivante : 
« ABUTA (rufeſcens) foliis ovatis, ſubtùs villoſis. (Tabula 250.)
Abuta ſcandens. Barr. Fran. Equinox, pag. 1. 
Frutex trunco tortuoſo, ſuprà arbores ſcandente ; ramis ſarmentoſis, latè ſparſis, & ſuprà cacumen arborum protenſis ; ramulis tomentoſis, folioſis. Folia alterna, ſubcordata, acuta, nervoſa, integerrima, ſupernè glabra, viridia, infernè tomentoſa, cinerea, petiolata, petiolo craſſo, longo, rigido. Fructus racemoſi, axillares. Pedicellis & pedunculis villoſis, cinereis. 
Varietas reperitur, quæ foliis fubtùs tomento ferrugineo tectis, tantùm diſcrepat. 
Fructum ferebat Januario. 
Habitat in ſylvis Caïennæ & Guianæ. 

Nomen Caribæum ABOUTA aut ABUTA ; Luſitanicum PAREIRA BRAVA. »

« LE PAREIRA BRAVA. (PLANCHE 250.)
La racine de cet arbrisseau pouſſe plufieurs tiges qui deviennent autant de troncs anguleux & tortueux, de quatre à cinq pouces de diamètre par le bas.Ceux-ci ſont couverts d'une écorce mince, raboteuſe & griſâtre. Leur partie ligneuſe eſt compoſée de fibres liées enſemble par un tiſſu très fin. lorſqu on coupe un de ces troncs, on voit diſtinctement les différents cercles ligneux qui le compoſent, ſéparés les uns des autres par un tiſſu cellulaire d'où découle un ſuc rouſſâtre & fort aſtringent. Ces troncs jettent alternativement à droite & à gauche de longs ſarments qui s'appuient & ſe répandent ſur les troncs des arbres voiſins, & gagnent inſenſiblement leurs ſommets quelqu'élevés qu'ils ſoient pouſſent ensuite des rameaux velus, qui ſont garnis de feuilles alternes, portées ſur de longues pédicules roides & velus. 
Les feuilles ſont grandes, entières, épaiſſes, vertes & liſſes en deſſus, couvertes d'un duvet cendre en deſſous, & marquées de cinq grandes nervures, dont deux qui ſe répandent ſur les bords inférieurs de la feuille, & trois qui s'étendent dans toute ſon étendue juſques vers ſon bord ſupérieur, & ſont fort ſaillantes en deſſous. 
Ces feuilles ſont ordinairement coudées à leur naiſſance ſur le pédicule. Les plus grandes ont près de onze pouces de longueur, ſur neuf pouces & demi de largeur. 
Je n'ai jamais pu rencontrer cet arbriſſeau en fleur, & je ne l'ai trouvé qu'une fois chargé de fruits. Ils naiſſent à l'aiſſelle des feuilles ſur de groſſes grappes velues & cendrées ; à l'extrémité de chaque pédoncule particulier étoient attachées trois baies ſur le même réceptacle. Ces baies ſont ovoïdes, velues, verdâtres, chagrinées, marquées d'un côte d'une arrête ſaillante qui ſe prolonge du côte oppoſé en ſe ramifiant en deux ou trois branches, leſquelles ſe réuniſſent enſuite & vont ſe terminer à la baſe de la baie. Sous cette écorce eſt une coque mince, caſſante, ridée intérieurement, qui contient une amande fermé, compacte, marquée de deux ou trois ſillons circulaires, & d'un grand nombre de tranſverſaux. 
Cet arbriſſeau eſt nommé ABOUTA ou ABUTA par les Garipons. Il croît dans l'île de Caïenne & dans preſque toutes les forêts de la Guiane que j'ai pu parcourir. 
II étoit en fruit au quartier de Caux dans le mois de Janvier. 
Les Créoles & habitans de Caïenne ſe fervent des ſarments de cet arbriſſeau, & en préparent une tiſanne dont ils font uſage pour guérir les obſtructions du foie auquel ils ſont très ſujets; la doſe ordinaire eſt d'un gros, bouillie ou infuſée dans une chopine d'eau. Ils ne connoiſſent cet arbriſſeau que ſous le nom de PAREIRA BRAVA blanc, & c'eſt ſous ce nom qu'il eſt connu & tranſporté en Europe, ou il eſt employé pour débaraſſer les reins & la veſſie des glaires, graviers & ſable. 
On trouve dans les mêmes lieux, ſoit à Caïenne ou dans la Guiane une variété de cet arbriſſeau, dont les jeunes branches & les feuilles en deſſous ſont couvertes d'un duvet rouſſâtre. L'écorce eſt brune, la partie ligneuſe eſt rouſſâtre. 
Cette variété eſt connue à Caïenne ſous le nom de PAREIRA-BRAVA rouge. On ſe ſert indifféremment de l'une ou l'autre. 
Lorſque je partis de l'Iſle de France en 1762, je laiſſai au jardin du Réduit un pied de PAREIRA BRAVA qui m’avoit été apporté du Bréſil par le Père Seriés, Aumonier. cet arbriſſeau, avoit très bien pris, & ſe plaiſoit dans ce climat. »

— Fusée-Aublet, 1775.

## Liste des variétés
Selon Tropicos (27 décembre 2013) (Attention liste brute contenant possiblement des synonymes) :
- variété Abuta rufescens var. oblongata Griseb.